# Vîșneve, Demîdivka
Vîșneve (în ucraineană Вишневе) este localitatea de reședință a comunei Vîșneve din raionul Demîdivka, regiunea Rivne, Ucraina.

## Demografie
Componența lingvistică a localității Vîșneve
     Ucraineană (99,42%)
     Alte limbi (0,58%)
Conform recensământului din 2001, majoritatea populației localității Vîșneve era vorbitoare de ucraineană (99,42%), existând în minoritate și vorbitori de alte limbi.